# Transzpadániai Köztársaság
A Transzpadániai Köztársaság (olaszul Repubblica Transpadana, franciául République transpadane), más néven Lombardiai Köztársaság: rövid életű, 1796–1797 között fennálló történelmi állam volt Észak-Itáliában, a francia forradalom exportjának gyümölcse, hivatalosan a Francia Köztársaság testvérköztársasága (République soeur), valójában csatlós állam, amelyet Napoléon Bonaparte tábornok hozott létre az első koalíciós háború során elfoglalt Milánói Hercegség és Mantova területén.

## Története
Az első koalíció háborúja során Bonaparte tábornok forradalmi csapatai bevonultak Észak-Itáliába. 1796 februárjára átkeltek a stratégiai fontosságú Pó folyón. A katonai sikerek nyomán 1796 tavaszán az észak-itáliai fejedelemségekben és kapcsolt területeiken a helyi kollaboráns köztársasági elemek közreműködésével franciabarát csoportok kerültek hatalomra, amelyek 1796 őszére átfogó állami struktúrákká nőttek. Az 1796. május 10-én lezajlott lodi csata után Bonaparte kihirdette, hogy Lombardiában véget ért a feudális állami berendezkedés.
1796. november 15-én Bonaparte proklamációt adott ki Milánóban, amelyben bejelentette a Francia Köztársaság testvérállamának, a Transzpadániai Köztársaságnak megalakítását, a megszállt Milánói Hercegség (azaz Lombardia) és a Mantovai Hercegség területén, a Pó folyó északi (bal) partján. December 27-én Reggio nell’Emiliában kikiáltották Transzpadánia „ikertestvérét”, a Ciszpadániai Köztársaságot, amelyet a Pó folyó déli (jobb) partján fekvő Modena és Reggio Hercegségek, valamint Bologna és Ferrara alkottak. A két állam közötti összeköttetést a Wurmser tábornagy osztrák csapatai által erősen tartott Mantova erődje zárta le, amely csak 1797. február 17-én adta meg magát. Az erőd elestével szabaddá vált a kapcsolat a két testvérköztársaság között. Bologna és Ferrara még ugyanebben a hónapban levált a Ciszpadániai Köztársaságról, és csatlakozott a szomszédos Transzpadániai Köztársasághoz.
Az újonnan csatlakozott területek annyira megnövelték az állam kiterjedését, hogy a francia Direktórium 1797. június 29-én dekrétumot adott ki, amelyben megszüntette a Transzpadániai Köztársaságot, helyén létrehozta az új Ciszalpin Köztársaságot. A tábornok rövidesen a Ciszpadániai Köztársaság maradékát is feloszlatta, tagállamait a Direktórium rendelete 1797. július 9-én szintén a Ciszalpin Köztársaságba olvasztotta.

## Az állam neve
Az állam neve kb. a „Pó folyón túli Köztársaság”nak fordítható. A latin trans szóból (jelentése valamin túl eső rész), és a Pó folyó latin nevéből (Padus) képezték. A kifejezés a Pó folyóra Itália felől tekintő szemléletet tükrözi. (Testvérállamának, a Ciszpadániai Köztársaságnak neve hasonló logikával a „Pó folyón inneni Köztársaságot” jelenti. Az ókorban Augustus Caesar ezt a területet Gallia Transpadana névvel illette. A Római Birodalom bukása után ez a név feledésbe merült. A francia megszállók az antik Itália régióneveit vették elő, hogy elfedjék a nyílt francia expanzionizmust. Transzpadánia és Ciszpadánia fogalmának újjáélesztése egyfajta itáliai nemzeti összetartozást is sugallt, e földrajzi fogalmak jelszóként való használata kihívást jelentett a feudális itáliai fejedelemségek uralkodó családjaival szemben, akik hatalmukat még a középkorban, a francia forradalom előtti századokban szerezték. A Padánia kifejezés (a Pó folyó völgye, vidéke) a modern Olaszországban a regionalizmust valló pártok politikai retorikájába is bevonult.

## Zászlaja
1796. augusztus 19-én a milánói városi milíciákat Nemzeti Gárdává alakították, akik számára új, zöld–fehér–piros egyenruhát terveztek. A korban szokásos gyakorlatot követve ezek a színek kerültek az egységek hadilobogóira is. Az új zászlók 1796. október 9-én jelentek meg először. Bonaparte tábornok egy október 11-én írt levelében a zöld–fehér–piros színeket az új köztársaság nemzeti színeinek nyilvánította. November 6-tól a csapatzászlókat ünnepélyesen átadták az egységeknek.

## Későbbi fejlemények
A Transzpadániai Köztársaság utódállamát, a Ciszalpin Köztársaságot Bonaparte 1802-ben Itáliai Köztársasággá, majd 1805-ben (már Napóleon császárként) Itáliai Királysággá alakította, amely a napóleoni háborúk végéig, 1814-ig állt fenn. A bécsi kongresszus határozata értelmében az észak-itáliai osztrák birtokokat 1815-ben a Lombard–Velencei Királyságba olvasztották.

## Külső hivatkozások
- Transpadane Republic (MSN Encarta)
- A Transzpadániai Köztársaság (német nyelven, academic.ru honlap)
- A Transzpadániai Köztársaság zászlaja

## Lásd még
- Itália történelme
- Koalíciós háborúk
- Padánia
- Itáliai hadjárat (1796–1797)
- Itáliai hadjárat (1799–1800)
- Toszkánai Nagyhercegség

További Interwiki szócikk források
- de:Italienfeldzug
- fr:Chronologie de la campagne d'Italie de 1796-1797
- en:French Revolutionary Wars: Campaigns of 1799